# Fairey Fox

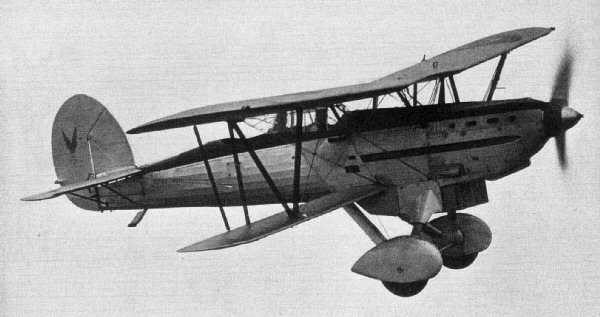
Fairey Fox

De Fairey Fox is een lichte bommenwerper en een dubbeldekker-gevechtsvliegtuig uit de jaren twintig en dertig van de twintigste eeuw. Ze werd origineel ontworpen in Groot-Brittannië voor de Royal Air Force (RAF), maar verder geproduceerd in hun fabriek in België, lang nadat ze werd afgedaan in Groot-Brittannië. Toen de Tweede Wereldoorlog uitbrak over de Lage Landen was de Fairey Fox al hopeloos verouderd en kon ze amper de strijd aangaan met de Luftwaffe. De Belgische Luchtmacht had 110 Fairey Foxen om de strijd op 10 mei 1940 aan te binden tegen de Duitsers.

## Ontwerp en ontwikkeling
De Fairey Fox werd ontworpen door Marcel Lobelle, een Belgische ingenieur uit Kortrijk die tijdens de Eerste Wereldoorlog in Engeland belandde en er aangeworven werd door Fairey. De Fox Mk1 had gelijkmatige overeenkomstige boven- en ondervleugels en voor- en achterwaarts geplaatste mitrailleurs. De Fairey Fox had een watergekoelde motor Curtiss D-12 in lijn van 450 pk (340 kW), die Charles Richard Faireys aandacht getrokken had toen de Amerikaan Jimmy Doolittle met een Curtiss R3C-2 watervliegtuig, uitgerust met die motor, de Schneider Trophy Race in 1925 won. Er werden 28 stuks Fairey Fox gebouwd. Zij dienden het 12e squadron van de RAF, dat later een vossenmasker als embleem aannam als herinnering aan hun gebruik van dit vliegtuigtype. Het Belgisch Militair Vliegwezen bestelde 12 stuks bij Fairey in 1930, die er nog 33 in een nieuwe fabriek te Gosselies in België bouwde. Het vliegtuigtype werd de ruggengraat van het Belgisch Militair Vliegwezen tot het uitbreken van de Tweede Wereldoorlog: op 10 mei 1940 had België 178 operationele vliegtuigen, waarvan 110 Fairey Fox.
Twee Britse Fox Mk's namen deel in de MacRobertson Air Race in 1934, van Londen naar Melbourne. Daarvan is er een neergestort in Italië. De andere Fox, onder commando van de Australiër Ray Parer (een veteraan van de in 1919 gevlogen Australia Air Race), had te kampen met pech en raakte niet verder dan Parijs, terwijl het nieuws binnenkwam, dat de winnaar van de race, de route volledig had volbracht. Parer en co-piloot Geoff Hemsworth gingen door in een episch gebeurtenisreis, maar het nam niet weg, dat ze bijna na vier maanden uiteindelijk Melbourne bereikten.

## Varianten
De Fox Mk IIM had een nauwe aangesnoerde lagere vleugelconstructie en 480 pk (360 kW) Rolls-Royce Kestrel-motor. Ze werd geleverd aan de Belgische Luchtmacht vanaf 1931. Er werden 12 vliegtuigen gebouwd in Groot-Brittannië, en verder 31 Fairey Foxen onder licentie door Belgian Avions Fairey te Gosselies.
De Fox Mk III was een particulier-privéversie, welke later de enige werd en alleen de Fox Mk IV in prototypeversie. Deze Fox Mk IV werd aangedreven door een 578-kW (775 pk) Hispano-Suiza-motor.
De Fox Mk III Trainer was een tweezitter oefenversie, gesterkt met een 269 kW (360 pk) Armstrong Siddely Serval-motor. Enkel één vliegtuig werd hiervan gebouwd. De Fox Mk IIIS was hetzelfde vliegtuig met een Rolls-Royce Kestrel IIMS-motor voorzien van supercharger.
De Fox Mk III was een tweezitterversie verkenningsgevechtsvliegtuig, bewapend met twee voorwaarts geplaatste vuurmonden FN-Browning 7,62-mm mitrailleurs. Er werden 13 stuks in België gebouwd.
De Fox Mk IIIC was een tweezitter coöperatie dubbeldeksvliegtuig. De Mk IIIC had een gesloten cockpit en verhoogde de voorwaartse vuurkracht met twee mitrailleurs, geheel aan bakboordzijde van de romp. Er werden 48 stuks van gebouwd in België, inbegrepen een Fox Mk IIIC dubbele-controlepaneel oefenvliegtuig.
De Fox Mk IV Floatplane werd geproduceerd als een watervliegtuig. Er werden 5 ervan geproduceerd voor de Peruaanse Luchtmacht en was bestemd voor waarnemingen en verkenningsvluchten in oorlogen tegen Colombia in 1933 en (met afneembare drijfvlotters) Ecuador in 1941.
De Fox Mk VI ingevoerd in 1934, was voornamelijk een verbetering, met de gesloten cockpit, met overkapte wielen en een meer krachtvollere 641-kW (860 pk) Hispano-Suiza-motor. Ongeveer 85 stuks werden ervan gebouwd, plus 15 Fox Mk VIII gevechtsvliegtuigen.
De Mk VIII was een verbeterde versie met twee bijkomende vleugelvuurmonden, de 7,62-mm FN-Browning mitrailleurs.
De Fox Mk VIC was een tweezits gevechtsvliegtuig, en de Fox Mk VIR, was een tweezits verkennings- en gevechtsvliegtuigversie.
De Fox Mk V werd de ordertitel gegeven door de oudermaatschappij, tot een afzonderlijke Fox Mk VI vliegtuig in Groot-Brittannië, klaargemaakt met de 619-kW (830 pk) Hispano-Suiza 12 Y drs motor. De overkapte wielen werden verwijderd.
De Fox Mk VII werd een afzonderlijke eenzitter-gevechtsvliegtuig van de Fox Mk VIR, en was gewapend met 6 mitrailleurs. Amper 2 vliegtuigen werden van dit type gebouwd.

## Tweede Wereldoorlog
Over de 100 Foxes hebben alsnog in de frontlinie actieve dienst gedaan in de Belgische Luchtmacht op het tijdstip, dat de Duitsers op 10 mei 1940 België binnenvielen en hiermee de Achttiendaagse Veldtocht begon. Hoewel ze alle massaal voorbijgestreefd waren, in vergelijking met de 'betere' vliegtuigen van de Luftwaffe, deden Belgische piloten, w.o. Eugène Seghers, met hun 110 Foxen, zowat 100 uitvalvluchten tegen de vijand en maakten zelfs aanspraak op het neerhalen van een Messerschmitt Bf 109. Voor het overige konden ze niet veel meer beginnen tegen de Duitse Luftwaffe. Vooral de Stuka's toen, en de Messerschmitt Bf 109 waren hun grootste tegenstanders.

## Gebruikt door landen
- België
- Peru
- Groot-Brittannië - Royal Air Force Nº. 12 Squadron RAF

## Kenmerken (Fairey Fox Mk VI)
- Type: Lichte bommenwerper
- Constructeur: Fairey Aviation
- Eerste vlucht: 3 januari 1925 (Mk I)
- In gebruik: juni 1926 (Mk I)
- Eerste gebruikers: Royal Air Force - Belgische Luchtmacht - Peruaanse Luchtmacht

### Algemene kenmerken
- Bemanning: 2 man (piloot en navigator/verkenner/boordschutter/bombardeerder)
- Vleugelwijdte: 11,50 m
- Hoogte: 3,30 m
- Vleugeloppervlakte: 34,40 m²
- Leeg gewicht: 1.790 kg
- Geladen gewicht: 2.450 kg
- Krachtbron: 1 × Hispano-Suiza 12 Ybrs - 860 pk (640 kW)

### Uitvoering
- Maximumsnelheid: 370 km/h op 4.000 m
- Reikwijdte: 600 km
- Diensthoogte: 7.000 m
- Klimtijd: 760 m/min

### Bewapening
- Snelvuurkanonnen: 2 × voorwaartse mitrailleurs en één beweegbare achtergeplaatse Lewis mitrailleur
- Bommenlast: 240 kg bommen

## Aanverwante vliegtuigen
- Fairey Firefly I - Fairey Fremantle - Fairey Fox - Fairey Firefly II.